# The Reformers
The Reformers é um curta-metragem mudo norte-americano de 1916, do gênero comédia, dirigido por Will Louis e estrelado por Oliver Hardy.

## Elenco
- Oliver Hardy - Plump (as Babe Hardy)
- Billy Ruge
- Florence McLaughlin - Vampira (como Florence McLoughlin)
- Edna Reynolds - Sra. Ogden
- Ray Godfrey
- Bert Tracy